# La febbre (film 1981)
La febbre (Gorączka. Dzieje jednego pocisku) è un film del 1981 diretto da Agnieszka Holland.